# جمهوری آذربایجان در المپیک زمستانی ۲۰۲۲
آذربایجان قرار است در بازی‌های المپیک زمستانی ۲۰۲۲ که از ۴ تا ۲۰ فوریه ۲۰۰۲ در پکن چین برگزار می‌شود به رقابت بپردازد. تیم آذربایجان متشکل از دو ورزشکار (یک ورزشکار زن، یک ورزشکار مرد) در یک رشته ورزشی است. این یک سوم تیم در بازی‌های المپیک زمستانی ۲۰۱۸ است. ولادیمیر لیتوینتسف پرچمدار آذربایجان در مراسم افتتاحیه این بازی‌ها حضور دارد.

## رقابت‌کنندگان
| ورزش         | مردان | زنان | مجموع |
| ------------ | ----- | ---- | ----- |
| اسکیت نمایشی | ۱     | ۱    | ۲     |
| مجموع        | ۱     | ۱    | ۲     |

## اسکیت نمایشی
مجردها
| ورزشکار            | رویداد  | SP      | SP   | FS      | FS   | مجموع   | مجموع |
| ورزشکار            | رویداد  | نکته ها | رتبه | نکته ها | رتبه | نکته ها | رتبه  |
| ------------------ | ------- | ------- | ---- | ------- | ---- | ------- | ----- |
| ولادیمیر لیتوینتسف | Men's   |         |      |         |      |         |       |
| اکاترینا ریابوا    | Women's |         |      |         |      |         |       |